# Witalij Dyrdyra
Witalij Fedorowycz Dyrdyra (ukr. Віталій Федорович Дирдира; ur. 4 listopada 1938 w Melnykiwce w rejonie smiłańskim, zm. 6 grudnia 2024 w Kijowie) – ukraiński żeglarz sportowy. W barwach Związku Radzieckiego złoty medalista olimpijski z Monachium.
XX Letnie Igrzyska Olimpijskie Monachium 1972 były jedynymi igrzyskami olimpijskimi, w jakich wziął udział. Zwyciężył w klasie Tempest. Wspólnie z nim załogę łodzi stanowił sternik Wałentyn Mankin.